# ألان براندي
ألان براندي (بالإسبانية: Alan Brandi)‏ هو لاعب كرة قدم إسباني، ولد في 24 نوفمبر 1987 في لاس بالماس دي غران كناريا في إسبانيا.